# Porte cochère

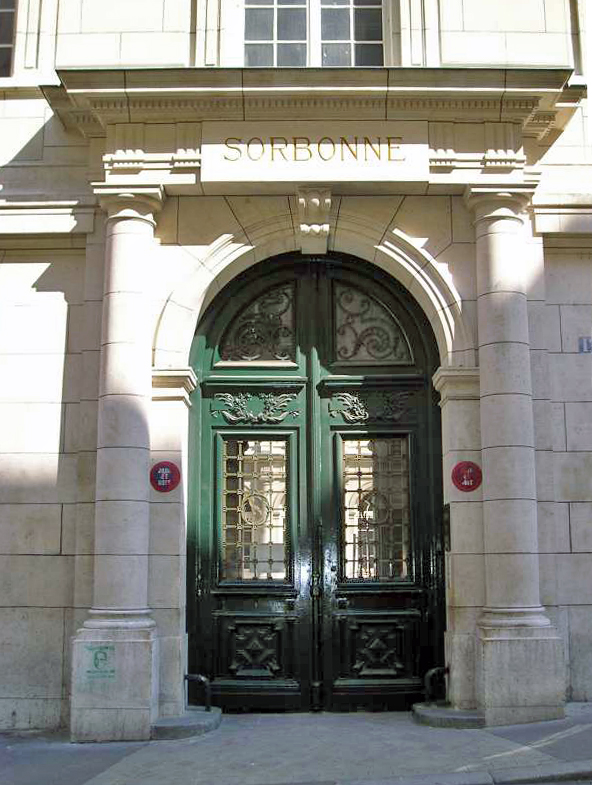
Porte cochère équipée de chasse-roues métalliques, entrée de la Sorbonne au 17 rue de la Sorbonne.

Une porte cochère (appelé aussi passage cocher ou portail cocher) est une porte dans la façade d'un bâtiment (portail d'hôtel particulier, de manoir, de bâtiment public), par laquelle les véhicules peuvent passer (une entrée de garage par exemple). Elle est nécessaire pour accéder à la cour arrière à cause de la proximité ou de la juxtaposition de corps de bâtiment voisins ou par l'absence d'un autre accès à la cour arrière et aux dépendances.

## Description

Les portes cochères sont souvent munies d'interdictions de stationner.

Le passage des véhicules, de plain-pied, est facilité par l'absence de seuil — et à plus forte raison de perron — et par l'abaissement ponctuel du trottoir (appelé bateau). Les jambages de la baie peuvent être protégés d'éventuels chocs avec les véhicules par des chasse-roues. L'huisserie, généralement à deux battants, peut être munie d'un guichet, petit battant découpé dans un grand battant pour laisser le passage aux piétons sans avoir à ouvrir la porte entièrement.
La porte cochère a le gabarit, tant en hauteur qu'en largeur, du véhicule qu'elle doit laisser passer : voiture à cheval (ou coche), automobile. Ses dimensions sont au moins de 2,60 m de largeur et de 3,50 m de hauteur.
Elle ne doit pas être confondue avec le garage sous lequel les véhicules sont parqués.

## Histoire
Elle était autrefois l'indice de la présence d'habitants d'un statut social élevé, capables de « tenir équipage ».
L'ordonnance de police du 25 juillet 1862 concernant la sûreté, la liberté et la commodité de circulation prévoit qu'« il est défendu de faire développer les portes sur la voie publique ». Le préfet de la Seine prescrit que « sur les boulevards ou autres voies publiques, les portes cochères seront placées en face des espaces libres entre les arbres, autrement le passage des voitures ne sera pas autorisé ».
Le mot « cochère » ne s'emploie généralement que pour dire « porte cochère ».